# Desford
Desford är en ort och civil parish i Storbritannien.   Den ligger i grevskapet Leicestershire och riksdelen England, i den södra delen av landet, 150 km nordväst om huvudstaden London. Desford ligger 134 meter över havet och antalet invånare är 3 220.
Terrängen runt Desford är platt. Runt Desford är det tätbefolkat, med 613 invånare per kvadratkilometer. Närmaste större samhälle är Leicester, 11,0 km öster om Desford. Trakten runt Desford består till största delen av jordbruksmark.